# Zeta Cygni
Zeta Cygni (ζ Cyg) – gwiazda w gwiazdozbiorze Łabędzia, odległa o około 143 lata świetlne od Słońca.
Znajduje się na południowo-wschodnim „skrzydle” gwiazdozbioru Łabędzia, nie ma nazwy własnej.

## Charakterystyka
Zeta Cygni to żółty olbrzym należący do typu widmowego G. Emituje 119 razy więcej promieniowania niż Słońce, ma temperaturę 4980 K, nieco niższą niż temperatura fotosfery Słońca. Gwiazda ma 14 razy większy promień i 3 razy większą masę niż Słońce. Najprawdopodobniej w jej jądrze trwa synteza helu w węgiel i tlen, chociaż ten proces mógł jeszcze się nie rozpocząć. Zeta Cygni to gwiazda barowa, zawierająca około trzykrotnie więcej baru niż Słońce, wzbogacona również w inne cięższe pierwiastki. Źródłem tych substancji jest towarzysz olbrzyma, gdyż Zeta Cygni to gwiazda podwójna.
Towarzysz olbrzyma, oznaczany Zeta Cygni Ab, jest białym karłem o wielkości zaledwie 13,2m, odległym o 0,04 sekundy kątowej od jasnego składnika. Gwiazdy okrążają wspólny środek masy w okresie 6489 dni, czyli 17,8 roku. Ocenia się, że w przestrzeni gwiazdy dzieli 11 au, przy czym zbliżają się na 8 i oddalają na 13 au. Modele teoretyczne ukazują, że w przeszłości układ tworzyły dwie gwiazdy o masach 3,0 i 2,5 M☉, z których masywniejsza ewoluowała szybciej i stała się znanym dziś białym karłem. Utrata znacznej części masy przez tę gwiazdę wzbogaciła drugi składnik układu w bar i inne pierwiastki, a także zwiększyła jego masę łącznie o około pół masy Słońca.
Zeta Cygni ma także sześciu słabych (12–15m) optycznych towarzyszy, oznaczonych literami B–G, oddalonych o 42–104″ od olbrzyma.